# 風のメッセージ
「風のメッセージ」（かぜのメッセージ）は水橋舞／あきよしふみえのシングル。2008年5月28日にピカチュウレコードから発売された。

## 概要
表題曲及びカップリングとなっている同曲の別バージョンは、テレビ東京系アニメ『ポケットモンスター ダイヤモンド&パール』のエンディングテーマ。カップリングの「このゆびとまれ」は『劇場版ポケットモンスター ダイヤモンド&パール ギラティナと氷空の花束 シェイミ』のぬりえコンテストテーマとして、また『ピカチュウ 氷の大冒険』のエンドクレジットテーマとして使用された。
初回盤のみテレビサイズバージョンとフルサイズとカラオケバージョンを収録したDVD付き。

## 収録曲

### 通常盤
1. 風のメッセージ [4:02]
歌：水橋舞
作詞：Sky-Boys、作曲：紗希、編曲：西岡和哉
2. このゆびとまれ [3:58]
歌：あきよしふみえ & ポケモンキッズ2008
作詞：吉川兆二、作曲・編曲：三留一純
3. 風のメッセージ（PokaPokaバージョン） [4:05]
歌：水橋舞
作詞：Sky-Boys、作曲：紗希、編曲：依田和夫
4. 風のメッセージ（オリジナルカラオケ） [4:08]
5. このゆびとまれ（オリジナルカラオケ） [3:55]

### 初回盤

#### CD
1. 風のメッセージ [4:02]
2. このゆびとまれ [3:58]
3. 風のメッセージ（PokaPokaバージョン） [4:05]
4. ポケモンマーチメドレー [4:08]
5. このゆびとまれ（オリジナルカラオケ） [3:55]

#### DVD
1. 風のメッセージ（TVサイズ）
2. 風のメッセージ（フルサイズ）
3. 風のメッセージ（カラオケ）